# باشگاه فوتبال نوریچ سیتی
باشگاه فوتبال نوریچ سیتی (به انگلیسی: Norwich City Football Club) یک باشگاه فوتبال انگلیسی واقع در نوریچ انگلستان است که در ۱۷ ژوئن ۱۹۰۲ تأسیس شده و تاکنون دو بار در جام اتحادیه قهرمان شده است. این باشگاه در فصل ۲۰۲۱–۲۰۲۰ پس از قهرمانی در چمپیونشیپ به لیگ برتر انگلیس صعود کرد.

## بازیکنان برجسته
هری کین

## هماوردان
رقیب سنتی باشگاه نوریچ سیتی باشگاه ایپسویچ تاون می‌باشد که در اصل این رقابت از قرن بیستم اوج گرفت که به علت نزدیکی دو شهر ایپسویچ و نوریچ هست و به نام دربی انگلین شرقی شناخته می‌شود.